# Садринское
Садринское — горное озеро на северо-востоке Республики Алтай на территории Турочакского района. Находится в юго-западной части Абаканского хребта, в бассейне реки Лебедь (правый приток Бии), в 29 км от села Бийка.
Название Садринское происходит от вытекающей из озера реки Садры. В 1978 году признано памятником природы Горно-Алтайской автономной области.

## Физико-географическая характеристика
Озеро находится в низкогорье, покрытом черневой тайгой. Площадь зеркала озера — около 530 000 кв. м. Высота над уровнем моря — 770 м. Имеет форму неправильного прямоугольника, вытянутого с севера-запада на юго-восток. Его длина — 1300 м, ширина — 450 м, площадь — 51 га.
Садринское озеро и его окрестности относятся к Алтае-Саянской складчатой области. Четвертичные отложения — щебнистые суглинки. Максимальные превышения водоразделов над урезом воды озера составляют 450—600 м с преобладающими углами наклона поверхности от 6 до 12 градусов. Окружающие горы имеют останцово-грядовый рельеф, абсолютные высоты достигают 800 м, относительные — 200—400 м. Северо-восточные и южные берега достаточно крутые, восточные же более низинные и заболоченные, северо-западные — пологие. Питание рек в верховьях — снего-ледниковое, в среднем и нижнем течении — снего-дождевое.
Климат окрестностей характеризуется контрастами по сезонам года. Среднеиюльские температуры + 16 градусов, среднеянварские −16 градусов. Здесь выпадает около 1000 мм осадков в год, большая часть которых приходится на период с апреля по октябрь.
Видовой состав окрестностей Садринского озера насчитывает 210 видов высших растений, принадлежащих 150 родам и 50 семействам. Непосредственно в самом озере и вытекающей из него реке обитают рыбы: хариус, таймень, плотва, щука и окунь. Из промысловых млекопитающих встречаются хищные: соболь, колонок, горностай, бурый медведь; реже рысь, американская норка, росомаха. Отмечаются редкие заходы северного оленя, внесённого в Красную Книгу Республики Алтай. Птицы представлены типично таёжными видами, среди них: глухарь, рябчик и представители гусеобразных.
В окрестностях озера активно развивается экологический туризм, рыбалка и охота.